# Comuna Abramivka, Mașivka
Abramivka (în ucraineană Абрамівка) este o comună în raionul Mașivka, regiunea Poltava, Ucraina, formată din satele Abramivka (reședința) și Nova Pavlivka.

## Demografie
Componența lingvistică a comunei Abramivka
     Ucraineană (96,66%)
     Rusă (1,77%)
     Alte limbi (0,2%)
Conform recensământului din 2001, majoritatea populației comunei Abramivka era vorbitoare de ucraineană (96,66%), existând în minoritate și vorbitori de rusă (1,77%).